# Pfarrkirche St. Christina in Gröden

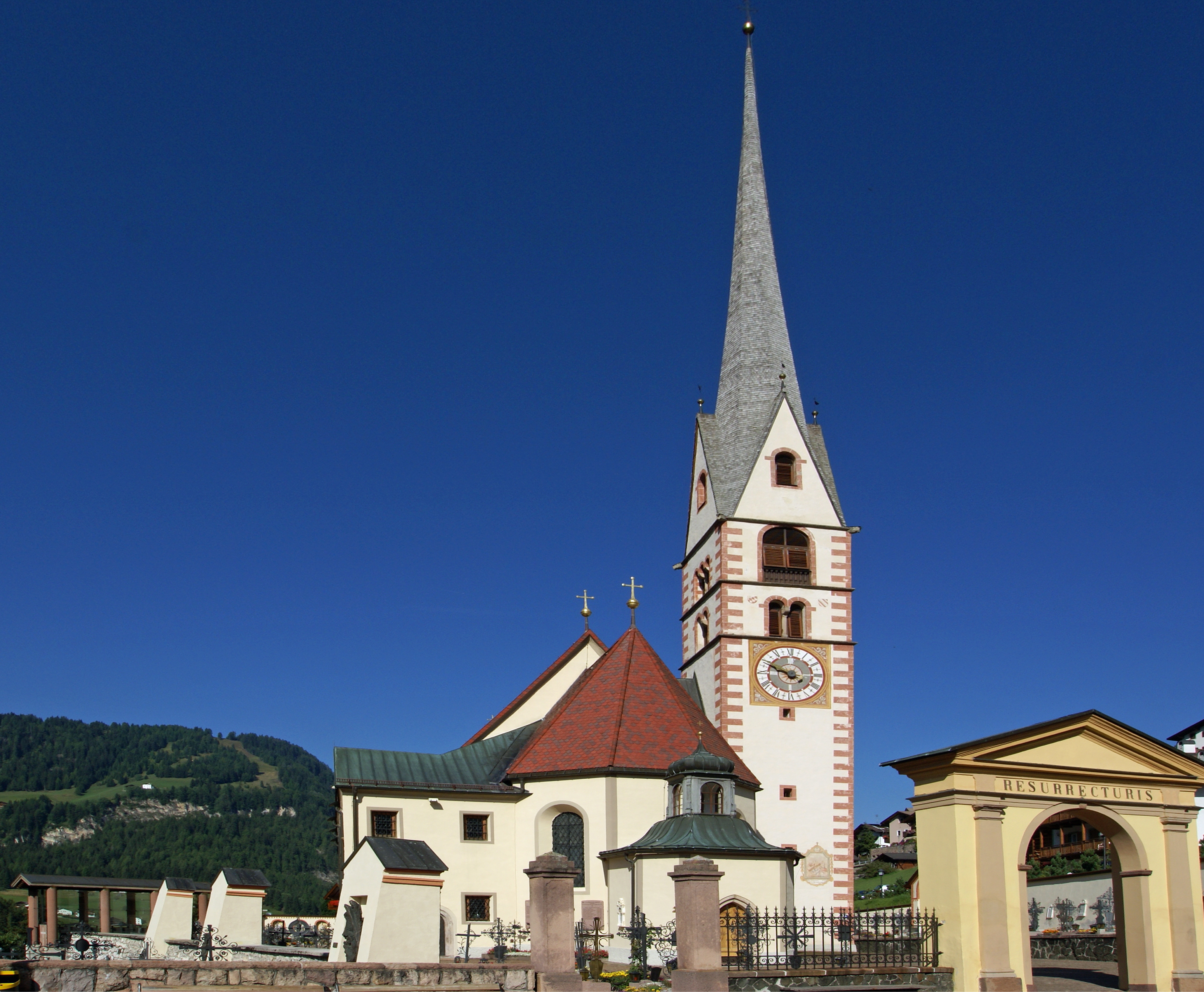
Kirche von St. Christina in Gröden

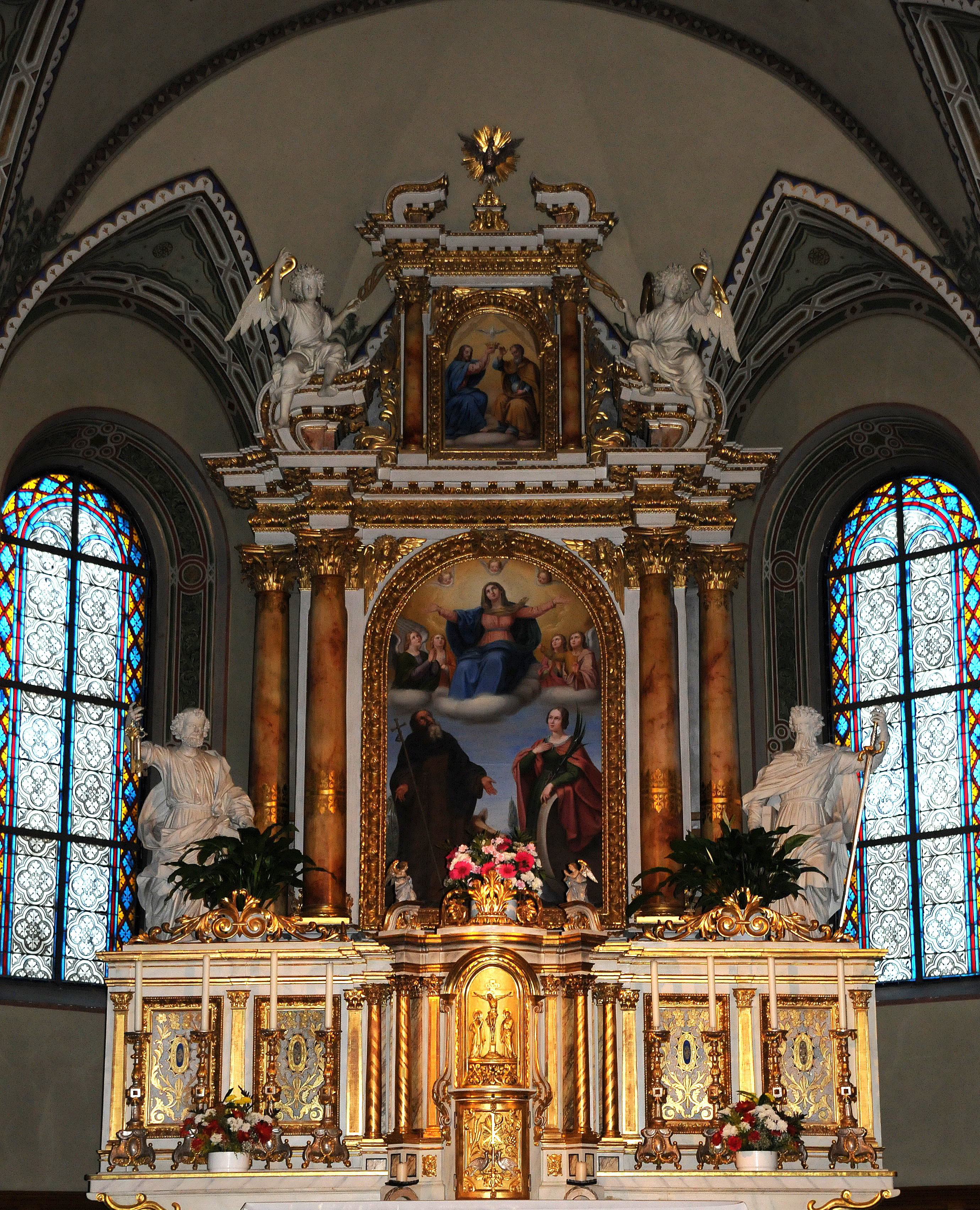
Hauptaltar mit Altarblatt von Johann Burgauner, 1848 – Maria mit St. Anton Abt und Christina

Die Pfarrkirche zum hl. Antonius Abt und zur hl. Christina ist ein Kirchengebäude in St. Christina in Gröden in Südtirol (Italien).

## Lage
Sie ist nahe dem frühgeschichtlichen Höhenweg „Troi Paian“ gelegen und ist die älteste Seelsorgeeinrichtung des Tales.
Die Kirche befindet sich oberhalb Triech. Der Haupteingang ist durch eine Steinbrücke erreichbar; diese wurde 1916 mit dem Bau der Trasse der Grödner Bahn erbaut. Der Haupteingang des Gebäudes ist Richtung Westen gerichtet, dazu finden wir noch ein Nord- und ein Südeingang. Am östlichen Ende der Kirche ist eine kleine Totenkapelle zu finden; wenn man von dieser weiter östlich geht, so kann man durch das Tor, mit der Inschrift „Resurrecturis“ gehen, womit man auf den Kirchplatz kommt. Die Kirche ist umgeben vom Friedhof.

## Geschichte
Am Ende des 12. Jahrhunderts dürfte hier eine zu Ehren der Heiligen Christina von Bolsena geweihte Kapelle gestanden haben. Von der romanischen Kirche, die in einem päpstlichen Ablassbrief von 1342 erwähnt ist, ist noch der Glockenturm bis zum Dachansatz erhalten. Später wurde der Charakter durch Um- und Zubauten weitgehend verändert. Aus gotischer Zeit stammt der Chorraum, dem im 16. Jahrhundert auch ein polygonales Beinhaus angefügt wurde.

## Ausstattung
Die Fresken über den Bögen des Hauptschiffes zeigen Szenen aus dem Leben der hl. Christina, sie wurden 1910 von Jonas Ranter im Nazarenerstil gemalt.
Der Aufbau des Hochaltars ist um 1690 in der Werkstatt der bekannten Bildhauer-Dynastie Vinazer entstanden. Er zeigt unter anderem die Heiligen Peter und Paulus von Christian Trebinger. Das Altarbild mit der Darstellung der Himmelfahrt Mariens und der Kirchenpatrone Antonius Abt und Christina wurde 1848 von Johann Burgauner geschaffen.
Die Seitenaltarbilder Taufe Christi und Tod des hl. Martin stammen von Josef Arnold dem Älteren.
Die Bronzestatue der Hl. Philomena im Beinhaus ist ein klassizistisches Werk des Bildhauers Johann Dominik Mahlknecht.

## Fotogalerie

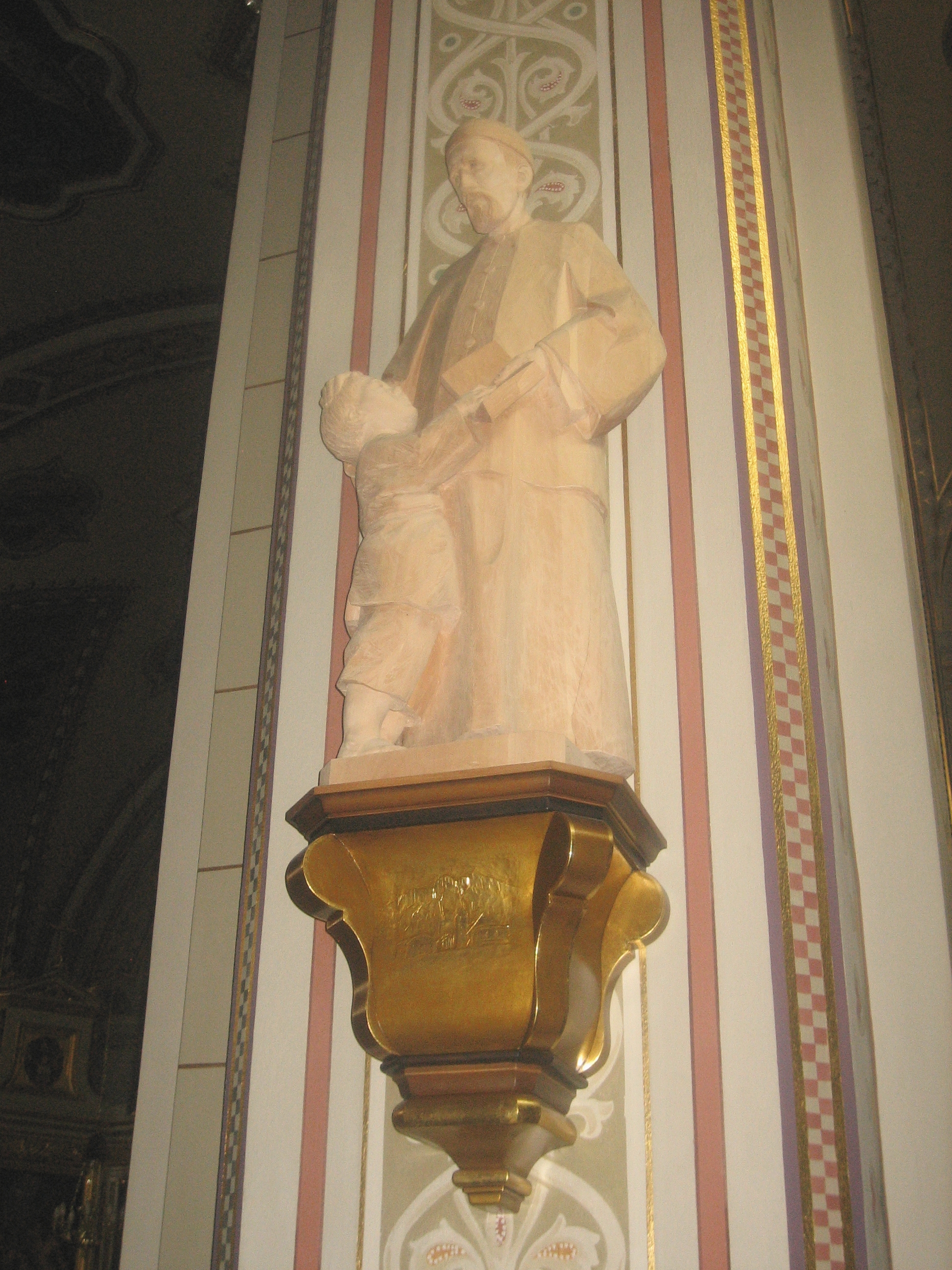
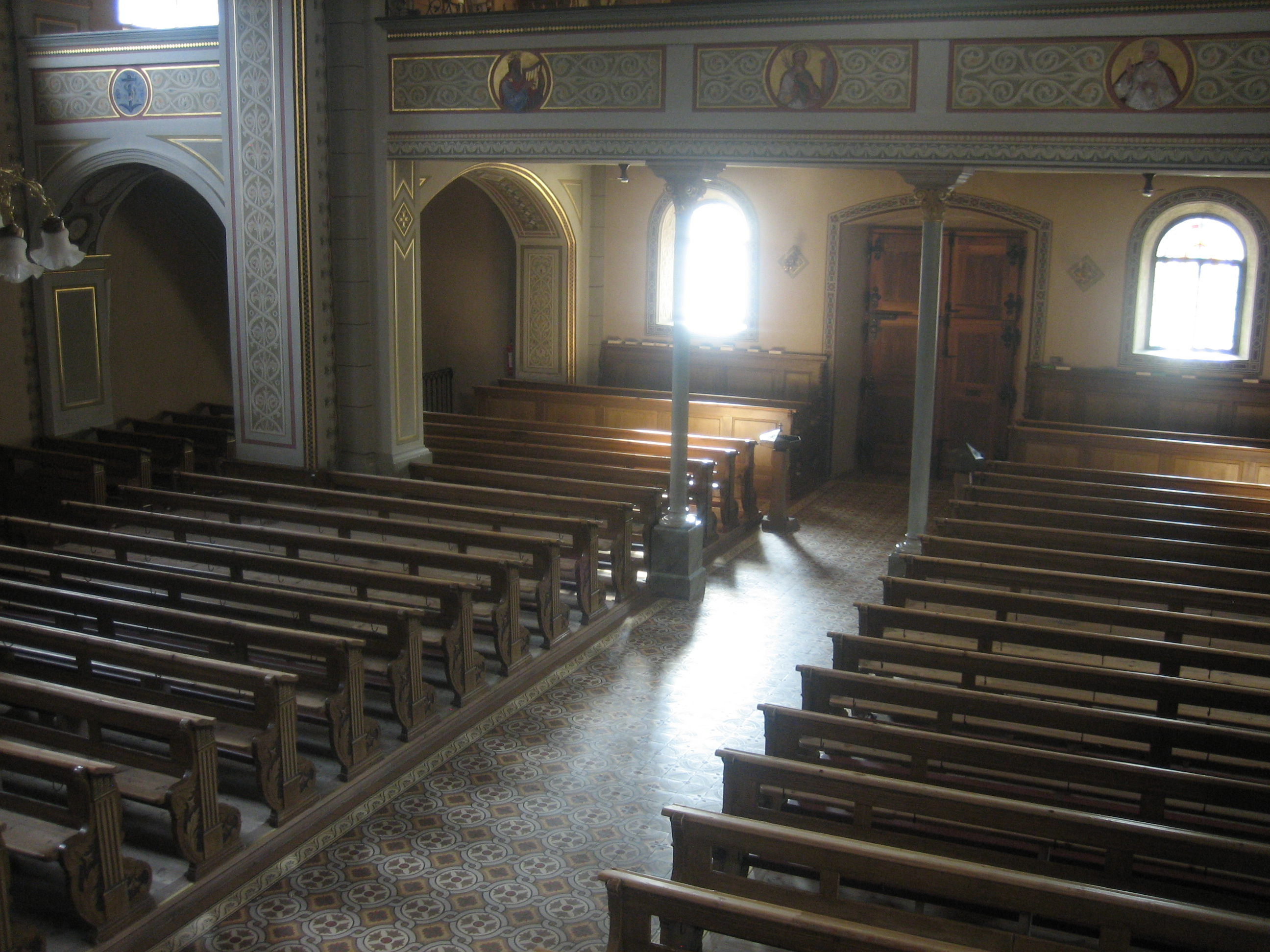
Gestühl
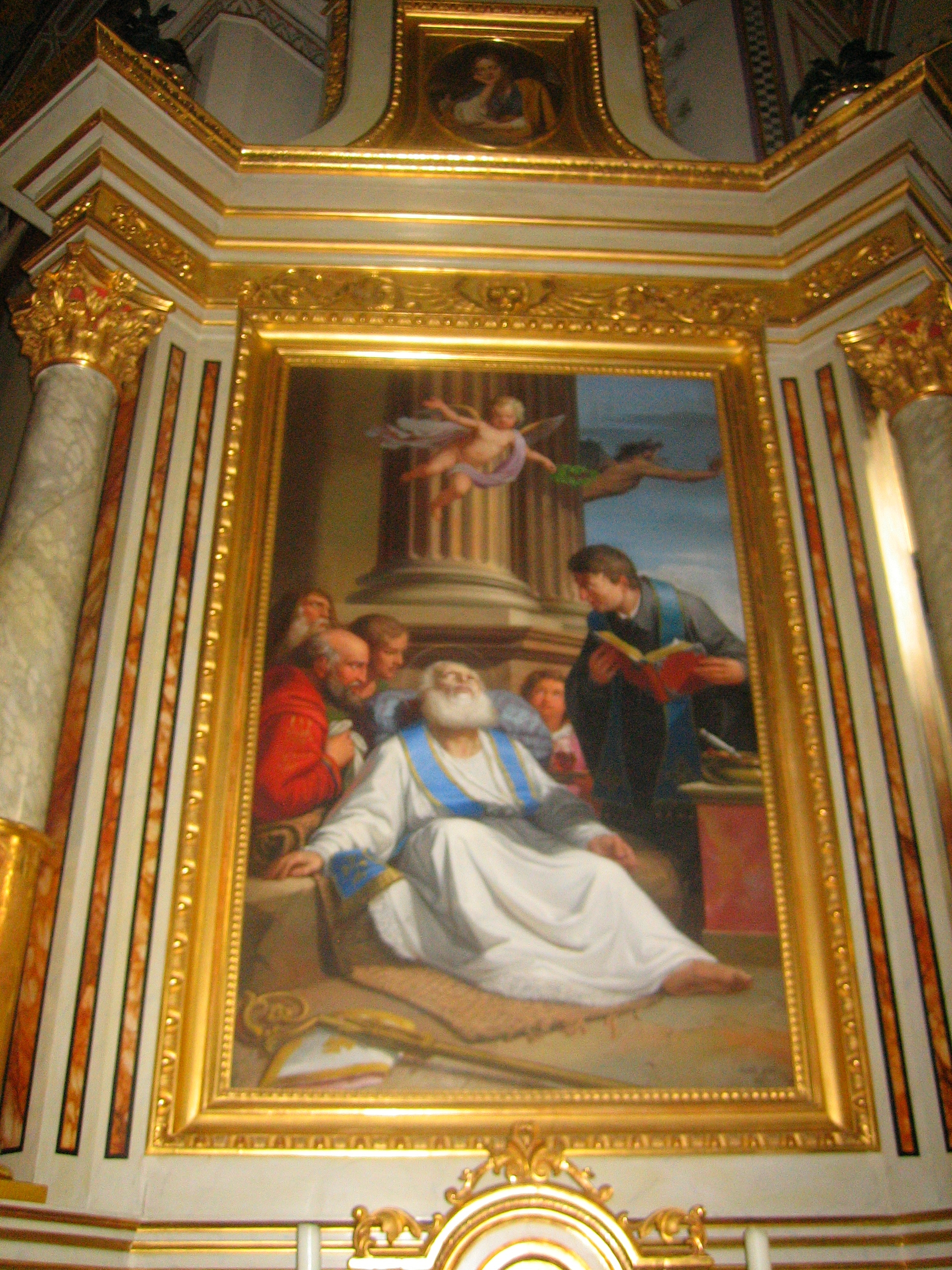
Tod des Hl. Martin, Josef Arnold der Ältere
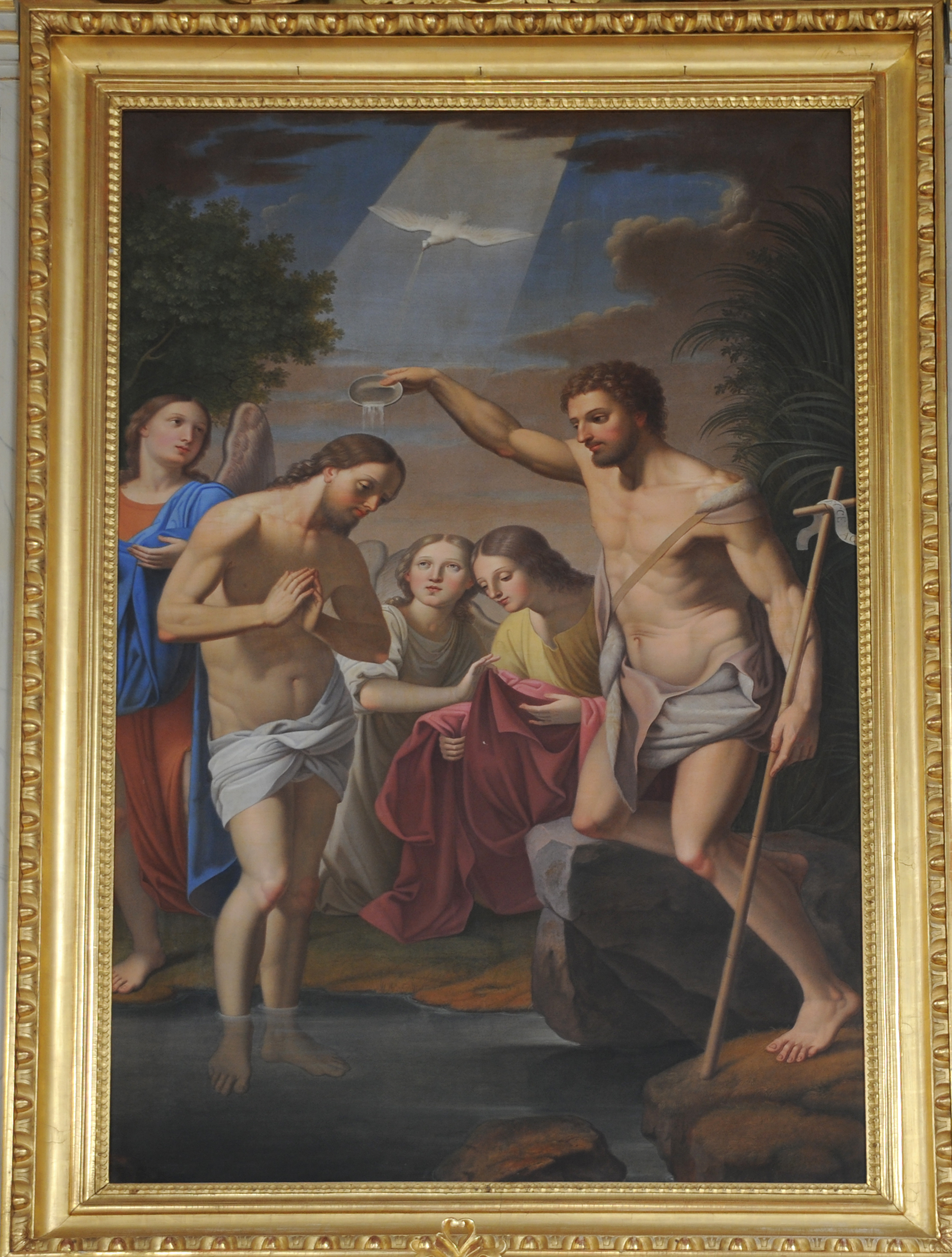
Taufe Christi, Josef Arnold der Ältere nach Guido Reni
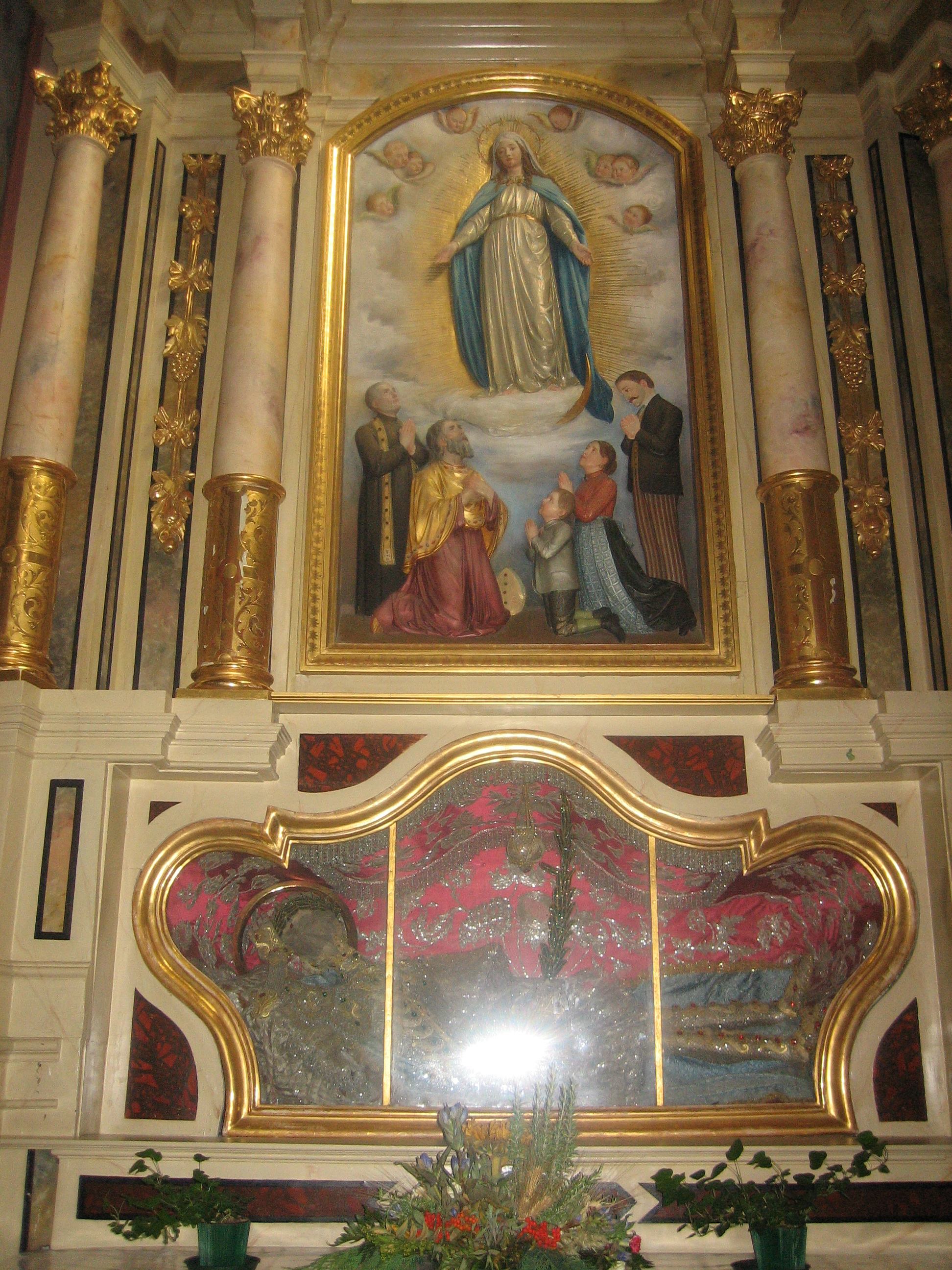
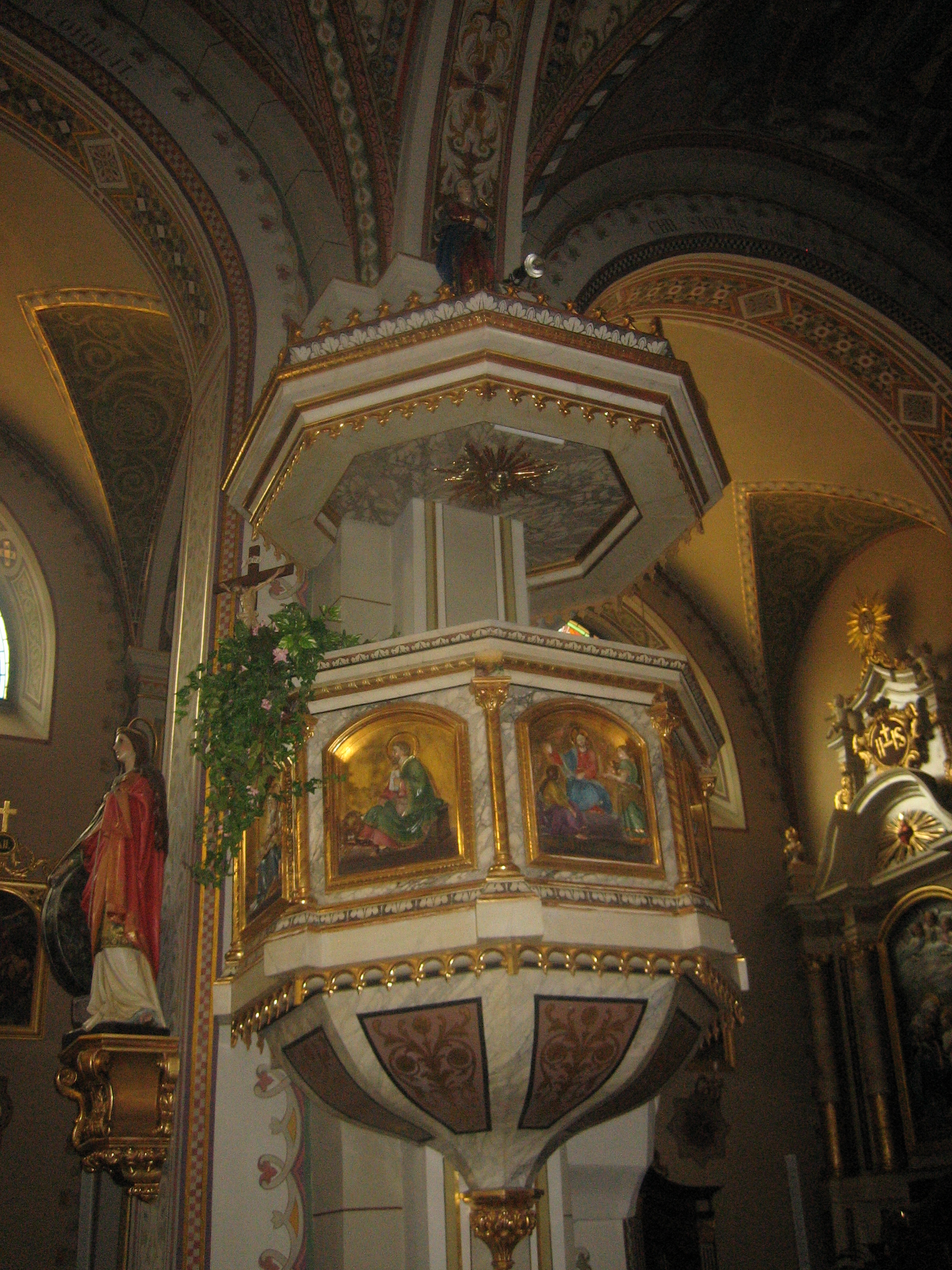
Kanzel
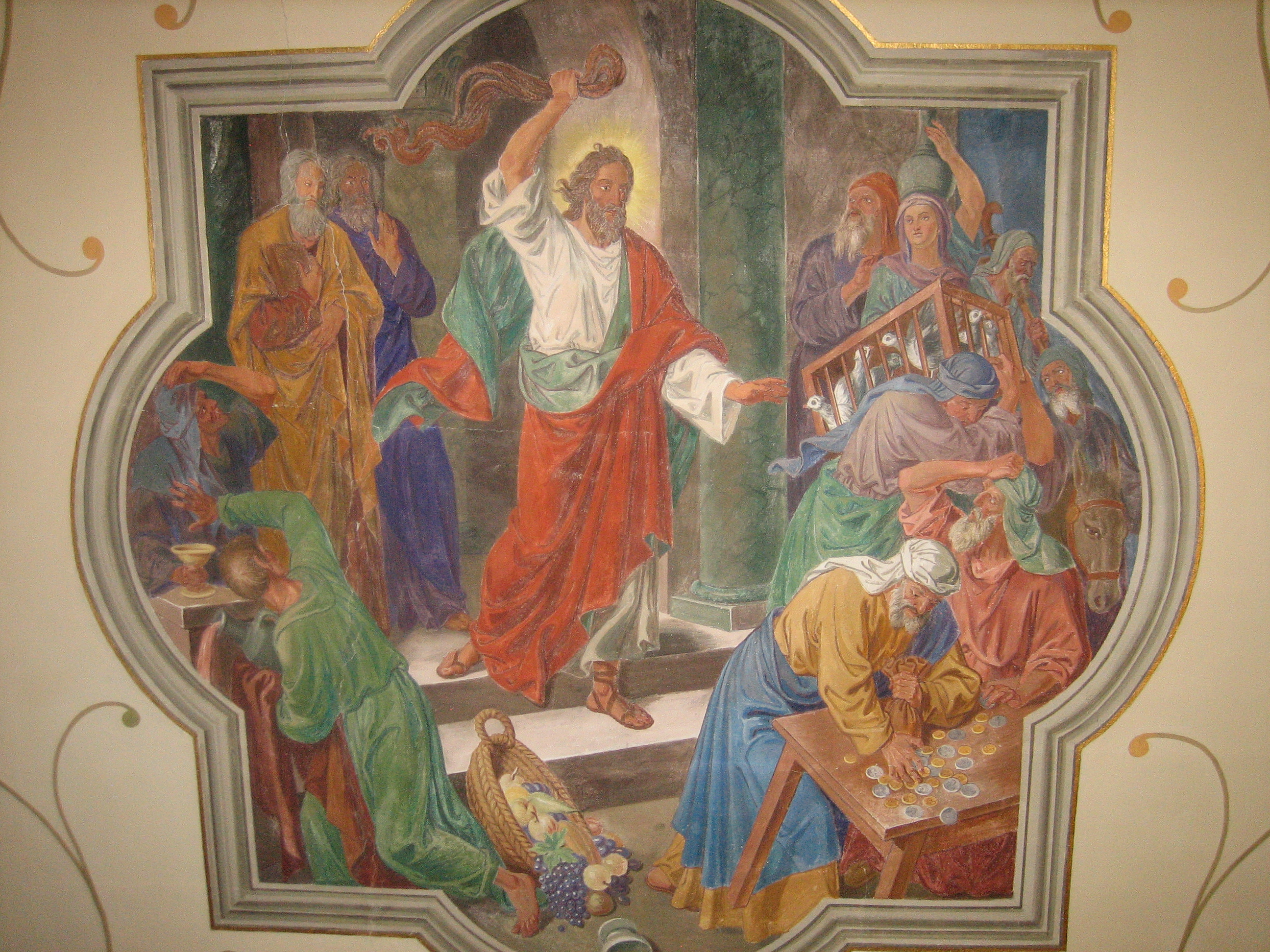
Deckenfresko
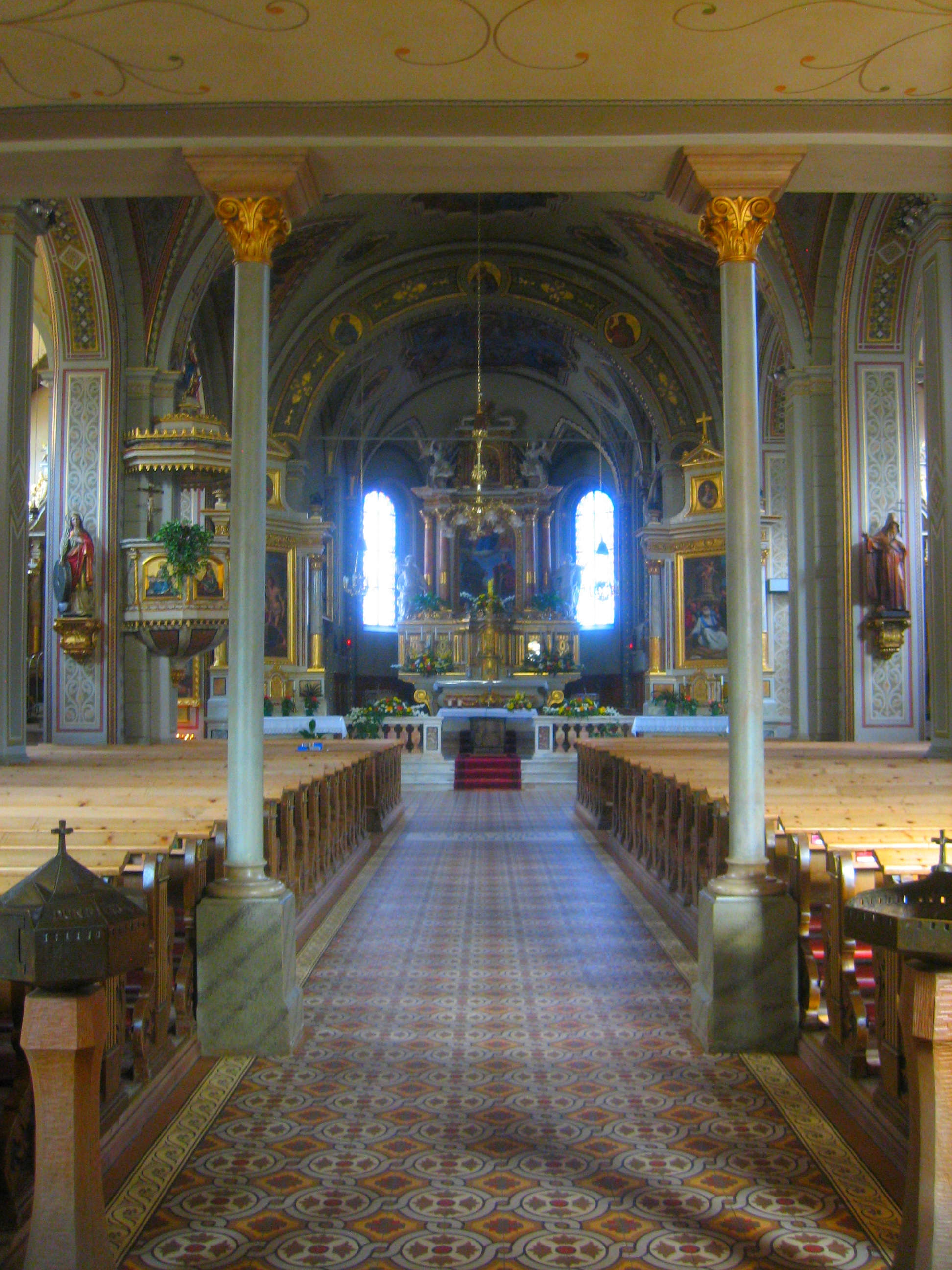
Innenraum
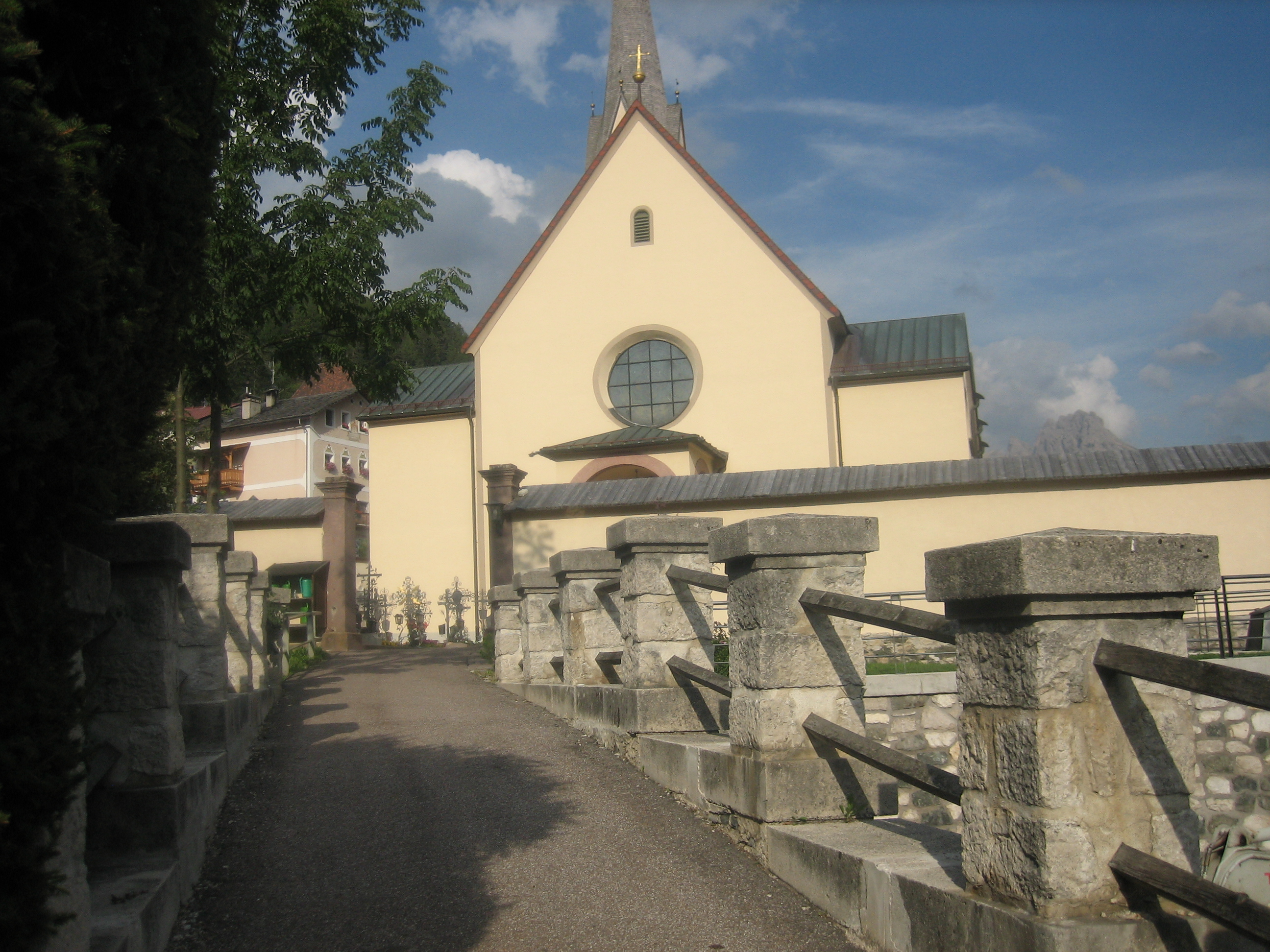
Außenseite
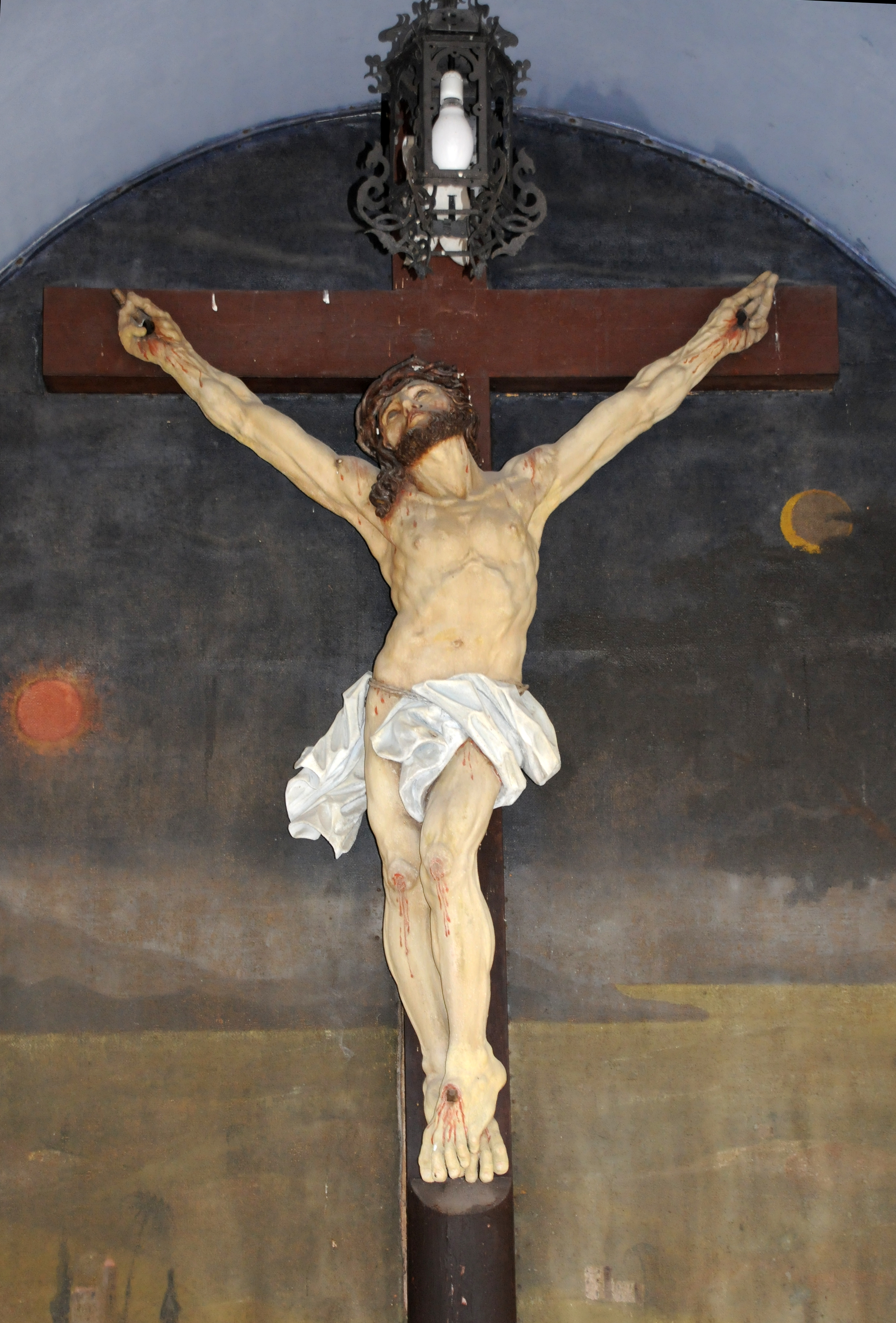
Christus in der Calvarienkapelle, Christian Trebinger zugeschrieben, um 1680
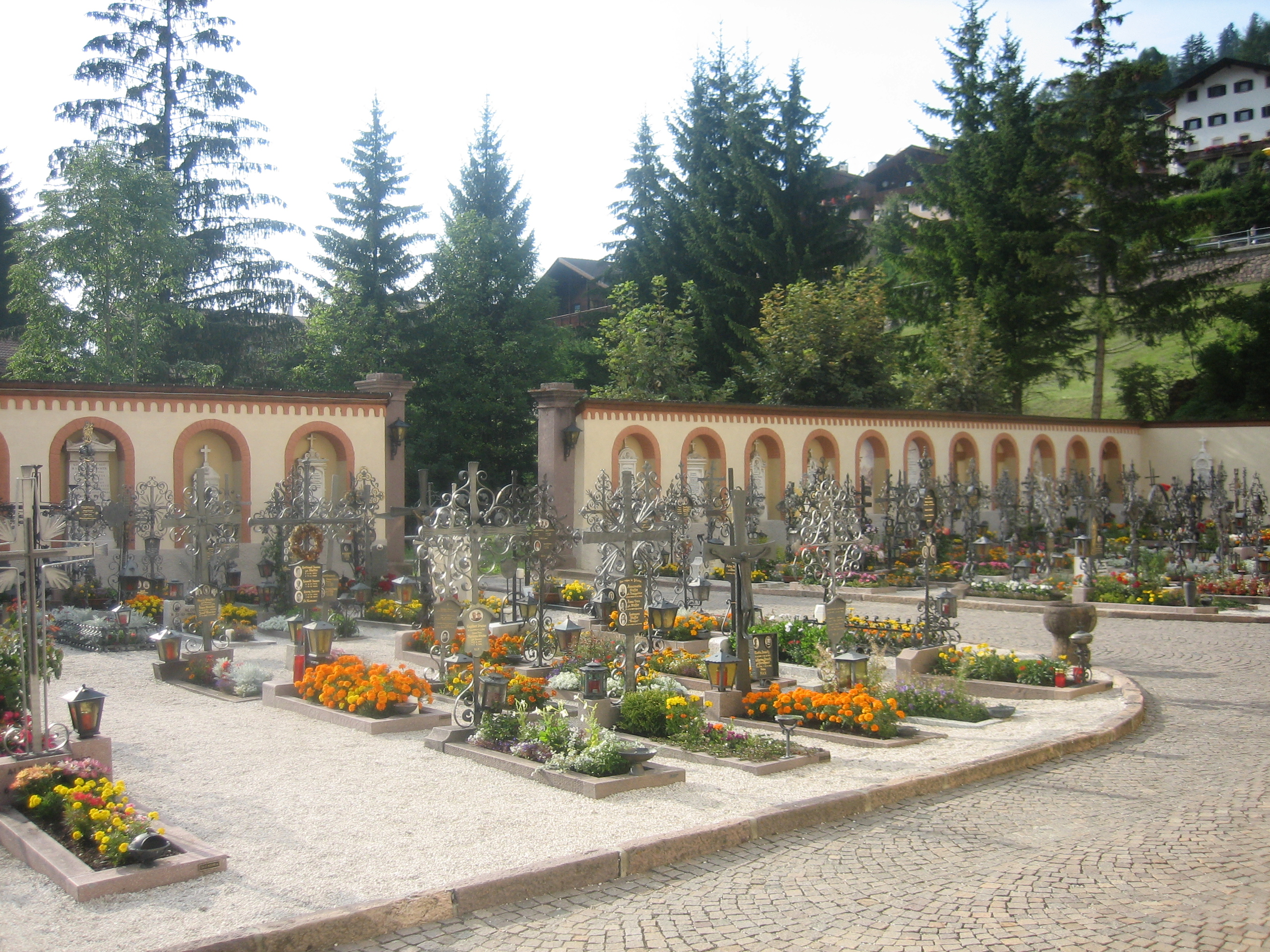
Friedhof
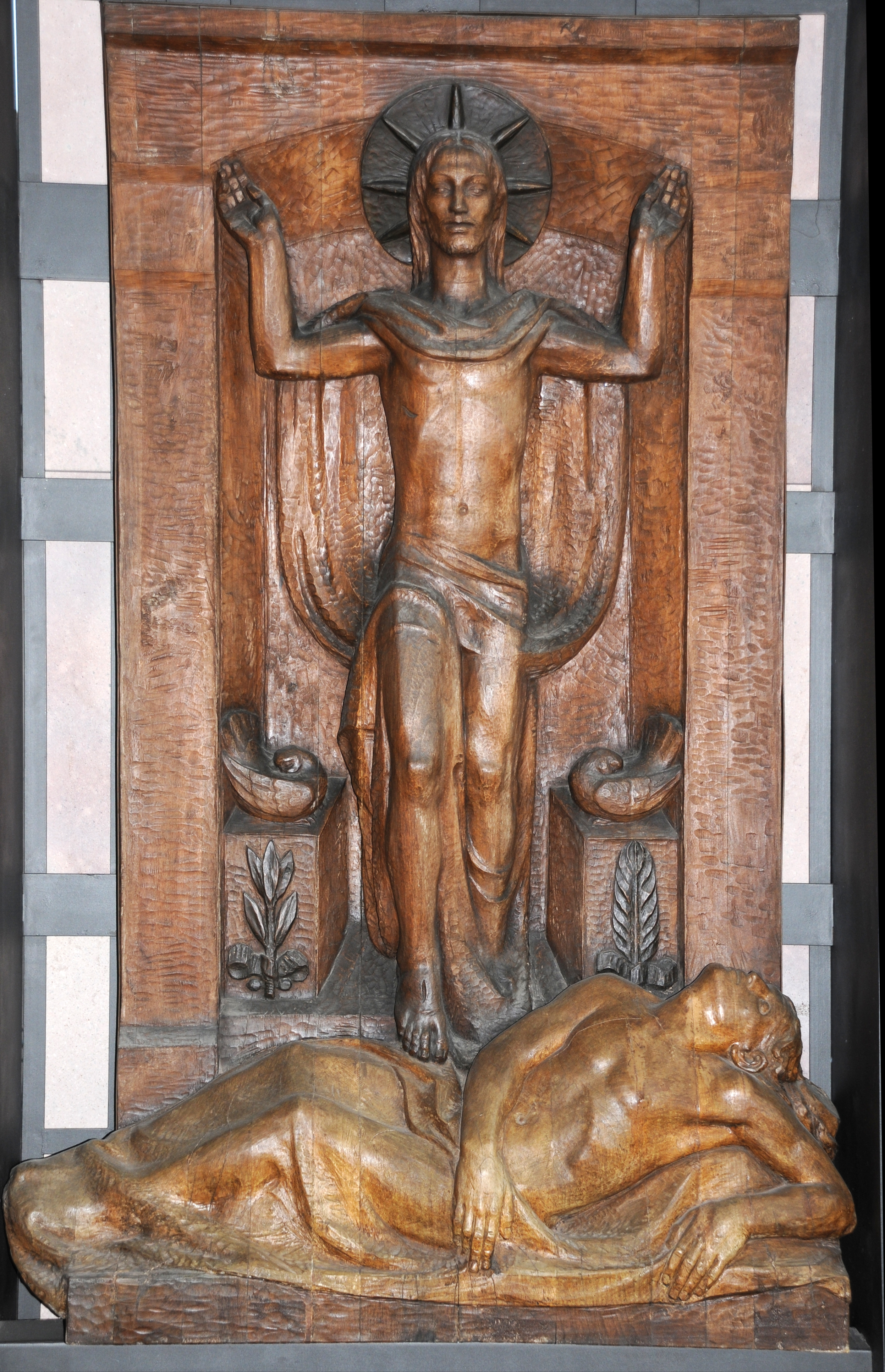
Auferstehung Christi von Raimund Mureda
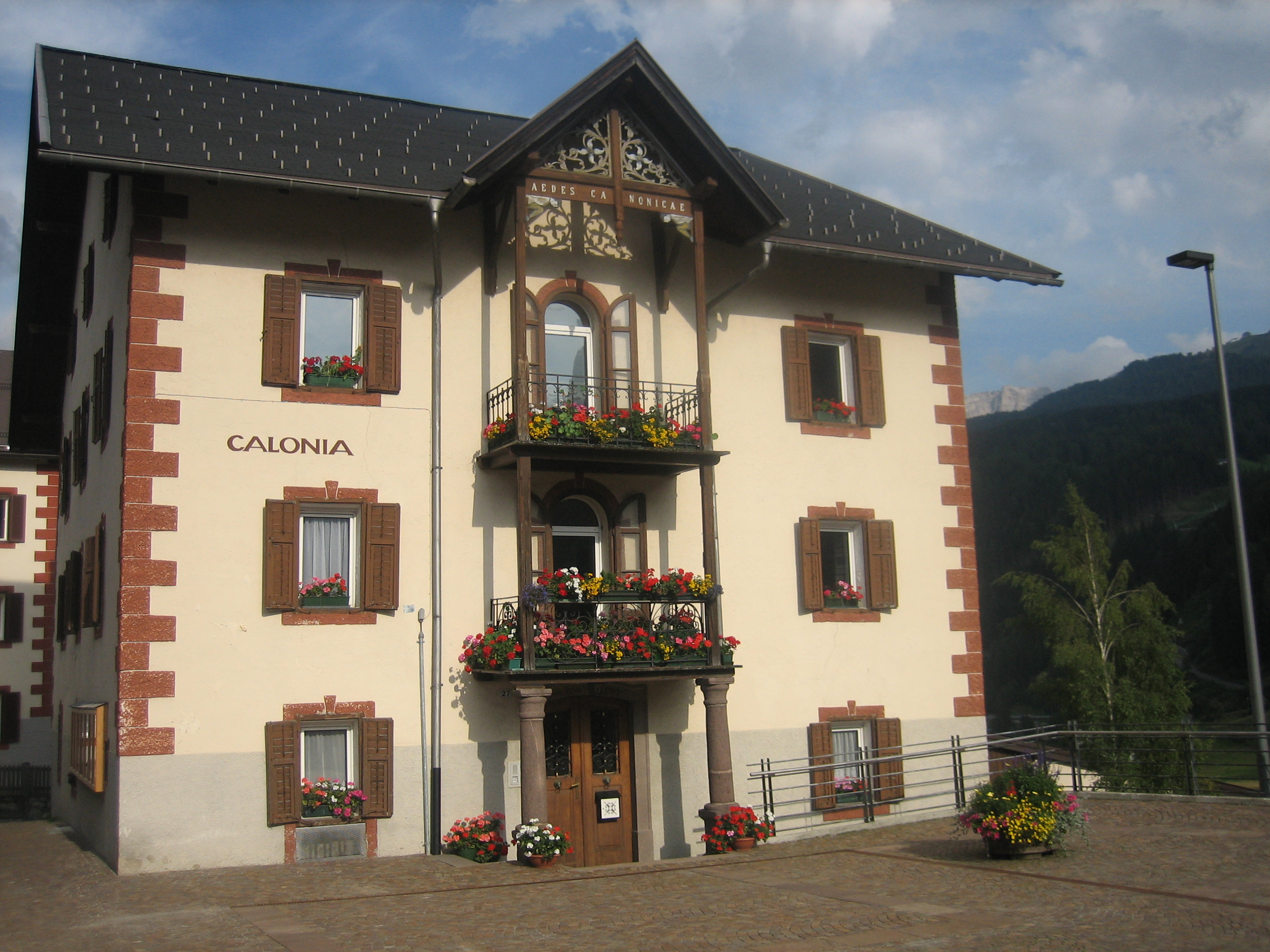
Pfarrhaus

## Bibliographie
- Eugen Trapp: Kunstdenkmäler Ladiniens: Gadertal, Gröden, Fassatal, Buchenstein, Ampezzo. Istitut Cultural Ladin Micurà de Rü, San Martin de Tor 2003, ISBN 88-8171-044-7, S. 221–228.